# کشتی گردشی

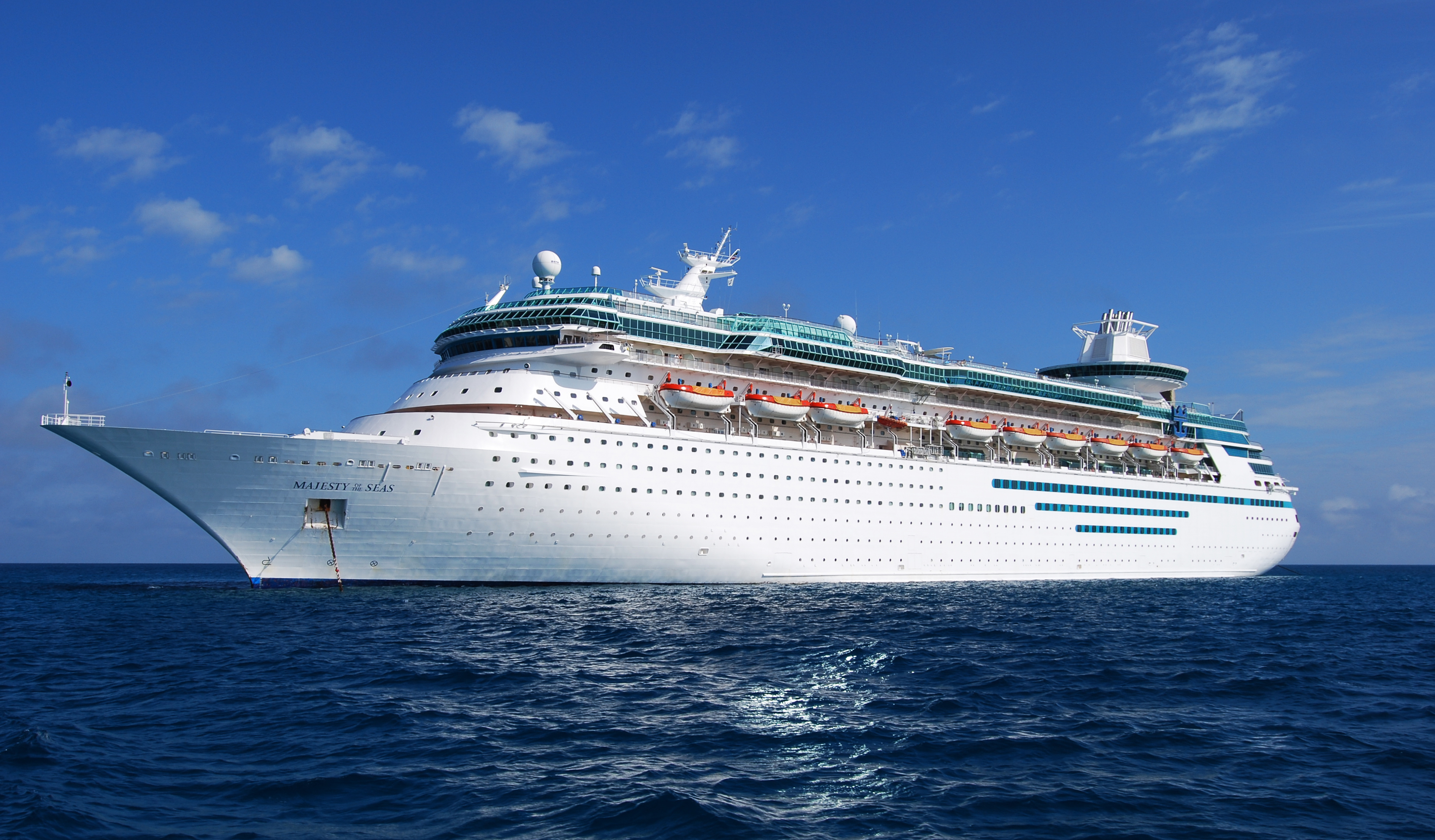

کشتی گردشی (به انگلیسی: cruise ship) گونه‌ای کشتی مسافری است که برای سفرهای تفریحی استفاده می‌شود. کشتی‌های گردشی علاوه بر کابین برای مسافران، عموماً دارای تسهیلاتی مانند رستوران، و گاهی سینما و استخر شنا می‌باشند. به کشتی‌های گردشی می‌توان به عنوان هتل‌های شناور نگاه کرد که امکان تردد میان جزایر یا بنادر جهانگردی را دارا می‌باشند.